# Pavetta macrostemon
Pavetta macrostemon är en måreväxtart som beskrevs av Karl Moritz Schumann. Pavetta macrostemon ingår i släktet Pavetta och familjen måreväxter.
Artens utbredningsområde är Kamerun. Inga underarter finns listade i Catalogue of Life.